# 新疆生产建设兵团第六师一〇六团
新疆生产建设兵团第六师一〇六团是中华人民共和国新疆生产建设兵团第六师下辖的一个团。

## 行政区划
新疆生产建设兵团第六师一〇六团下辖以下单位：
团部、一连、二连、三连、四连、六连、七连和八连。